# استقرار استوایی

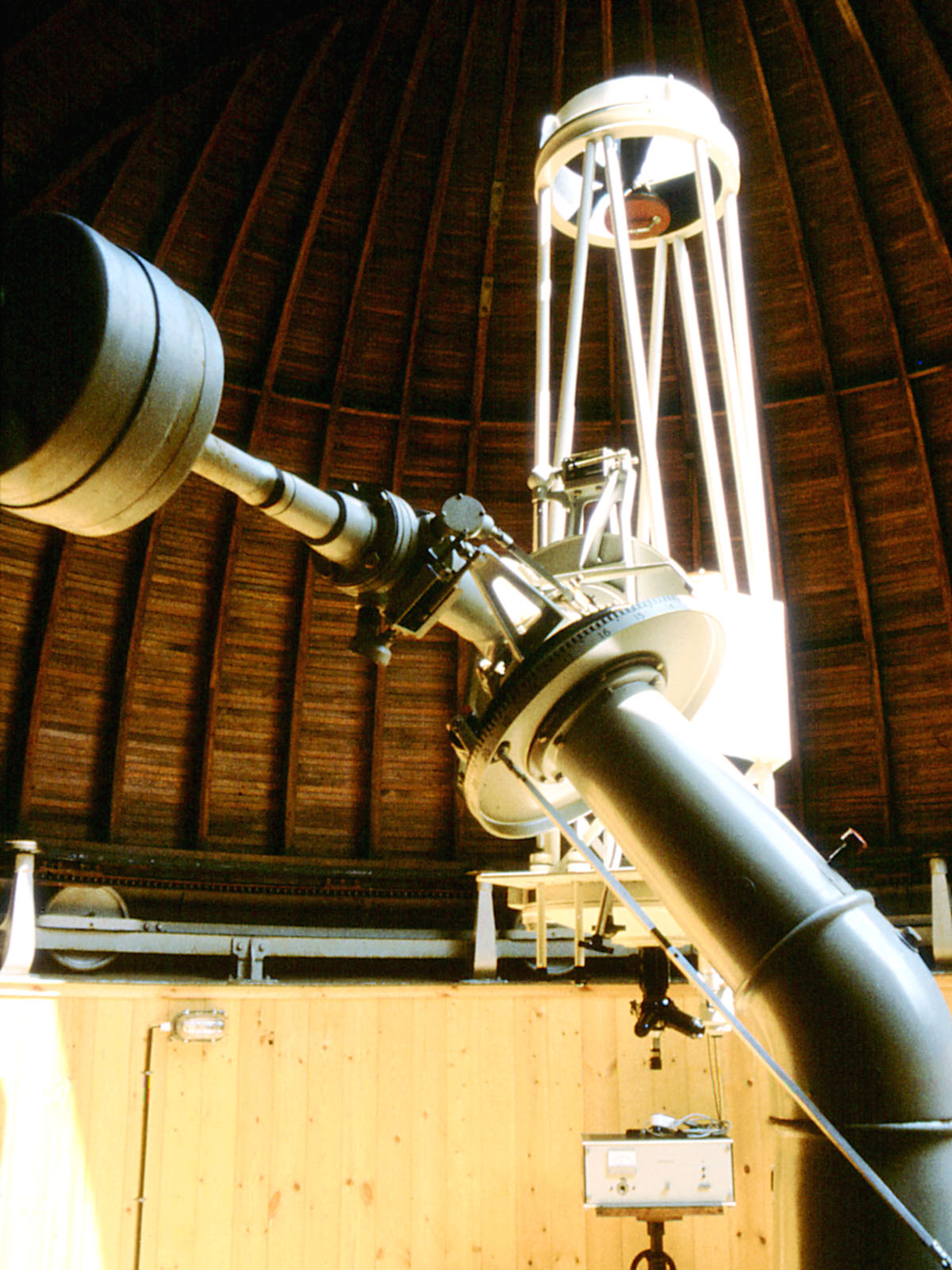
یک استقرار استوایی آلمانی بزرگ برای یک تلسکوپ بازتابی کاسگرین ۵۰ سانتیمتری

تلسکوپ سبز با استقرار استوایی با سرعتی برابر با زمین، ولی در جهت مخالف می‌چرخد، حال آنکه تلسکوپ قرمز ثابت است و هیچ چرخشی ندارد

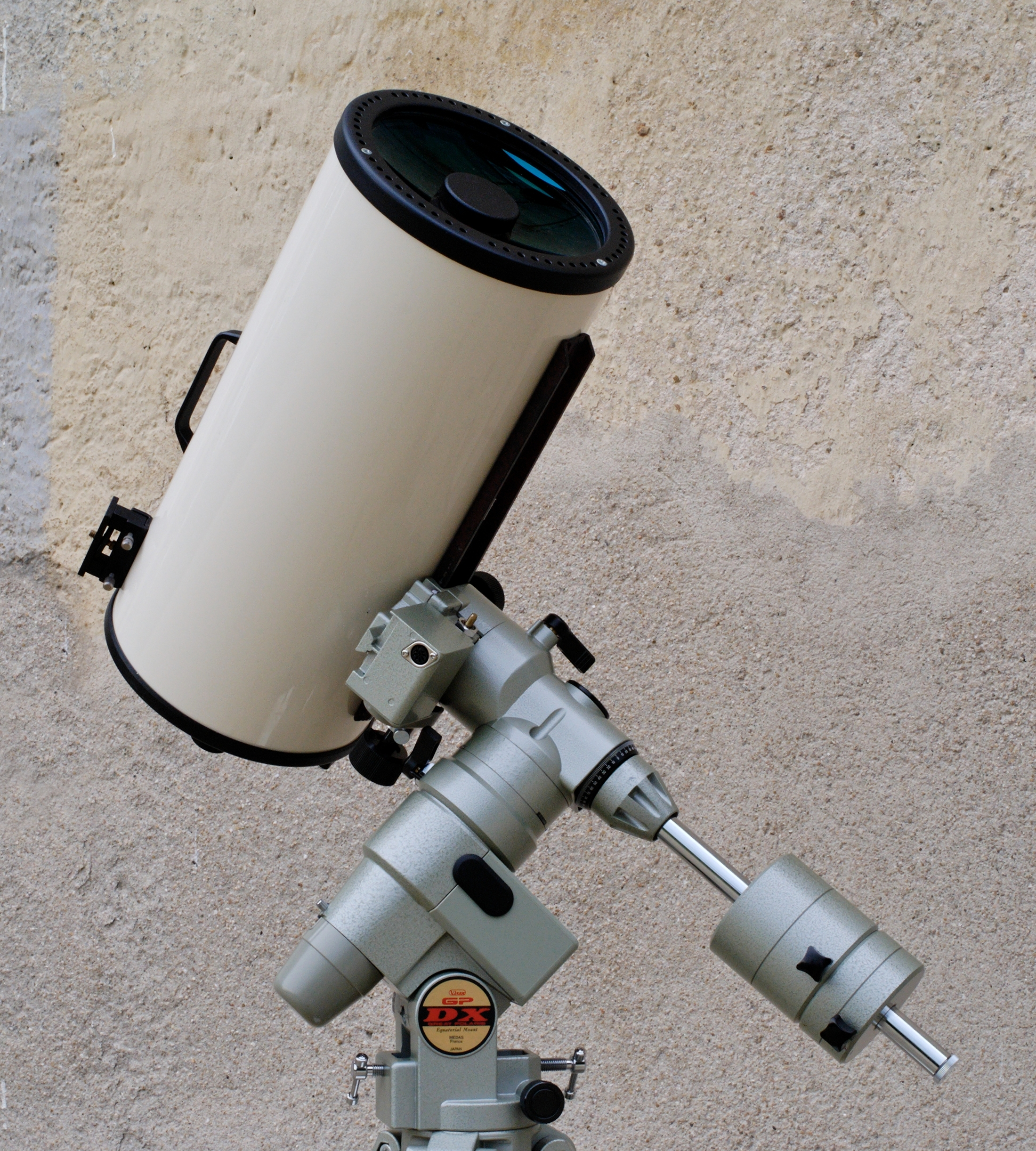
یک استقرار استوایی آلمانی

استقرار استوایی (به انگلیسی: Equatorial mount) نوعی استقرار ابزار نوری‌ست که حرکت اجرام سماوی در کرهٔ آسمان را با داشتن یک محور چرخش موازی با محور گردش زمین تعقیب می‌کند. این نوع استقرار مورد استفادهٔ تلسکوپ‌ها و دوربین‌هاست. مزیت این روش توانایی آن برای ثابت نگه داشتن جرم سماوی در میدان دید با چرخش حول یک محور با سرعت ثابت است.